# Gerhard Amendt
Gerhard Amendt (* 8. Juni 1939 in Frankfurt am Main) ist ein deutscher Soziologe und führender Vertreter der Männerrechtsbewegung. Er war bis zu seiner Emeritierung 2003 Professor am Institut für Geschlechter- und Generationenforschung der Universität Bremen.

## Leben
Amendt erwarb im Anschluss an eine Kaufmannslehre und ein kurzes Angestelltenverhältnis die Hochschulreife auf dem zweiten Bildungsweg am Hessenkolleg in Frankfurt am Main. An der dortigen Goethe-Universität studierte er Soziologie, u. a. auch bei Adorno und Max Horkheimer. Mit Auslandssemestern in den USA und England komplettierte er sein Studium. Während seiner Studienzeit in Deutschland engagierte er sich im Sozialistischen Deutschen Studentenbund und in den USA bei Students for a Democratic Society.
In den Jahren 1978 und 1979 fungierte Amendt als „politischer Mentor und Gründer“ des Instituts für Familienplanung und Schwangerschaftsabbruch des Pro-Familia-Landesverbands Bremen, der ersten Einrichtung in Deutschland, die Schwangerschaftsberatung und Schwangerschaftsabbruch unter einem Dach anbot. Von 1982 bis 1984 war er als Berater der WHO für Familienplanungsfragen in Kopenhagen tätig. 1984 unterstützte er Pro Familia mit einem wissenschaftlichen Gutachten gegen die Forderung des Christdemokraten Heiner Geißler an die Landesregierungen, die Vereinigung nicht mehr als Beratungsstelle für schwangere Frauen anzuerkennen. Vorausgegangen war ein Streit um die Reform des § 218a StGB, der unter bestimmten Voraussetzungen einen straffreien Schwangerschaftsabbruch ermöglicht.
Einer von Amendts späteren Arbeitsschwerpunkten war die Väterforschung, als Teil der Geschlechter- und Generationenforschung. In seiner Studie Scheidungsväter hat er erstmals empirische Untersuchungen zur Lage von Scheidungsvätern unternommen. Daneben hat Amendt Bücher und Aufsätze zum Kindeswohl, vor allem zur homosexuellen Elternschaft, Pädophilie und anderen Themen u. a. in sozialwissenschaftlichen Zeitschriften publiziert. Amendt ist zudem Gründungsmitglied der Organisation agens e. V.
Familie
Amendt ist Vater von drei Kindern. Der 2011 verstorbene Sozialwissenschaftler Günter Amendt war sein Zwillingsbruder.

## Positionen und Kontroversen seit 2004

### Scheidungsväter
Die 2004 erschienene empirische Studie Scheidungsväter basiert auf einer Vaterstudie am Institut für Geschlechter- und Generationenforschung der Universität Bremen. Sie wurde von einem anonymen Mäzen finanziert und untersucht Felder wie Trennungsgeschichte, Unterhaltszahlungen, Umgangshäufigkeiten, Gewalthandlungen, Gesundheit, soziale Lage, Arbeitslosigkeit oder Mitgliedschaft in Väterorganisationen. „Die Einleitung wirbt für den Versuch“, so Gerd Roellecke in der Frankfurter Allgemeinen Zeitung, „Scheidungsfolgenprobleme aus der Sicht der Väter zu erörtern“. Amendts Ansatz sei, dass Frauen, die immer noch als das „schwache Geschlecht“ (Amendt) gälten, eher geholfen werde und dadurch die Männer benachteiligt würden. Die Studie unternehme nicht den Versuch, die behauptete Benachteiligung der Scheidungsväter statistisch zu untermauern, sondern breite stattdessen 15 Fallbeispiele im Kontext ihres Umfeldes aus, deren Komplexität Statistiken nicht darstellen könnten. Die andere Hälfte widme sich Einzelfragen wie Besuchszeiten oder Handgreiflichkeiten in einem knappen Drittel der Scheidungsfälle. Roellecke kritisiert an der Studie eine „häufig undifferenzierte Bezugnahme auf ‚die Gesellschaft‘“. Das Buch sei aber empfehlenswert, der Verfasser zeige „tiefe Vertrautheit mit den Problemen“. Hinrich Rosenbrock kritisiert, dass die Studie methodische Fehler bei der Auswahl der Interviewpartner aufweise und „grundlegenden Ansprüchen an wissenschaftliche Methodik“ nicht genüge.

### Frauenhäuser
2009 erschien Amendts Aufsatz Die Opferverliebtheit des Feminismus oder: Die Sehnsucht nach traditioneller Männlichkeit in der Tageszeitung Die Welt. Darin forderte Amendt, die Frauenhäuser zu schließen, die er als ideologisch festgelegten „Hort des Männerhasses“ bezeichnete, und sie durch ein Netz von professionell arbeitenden Beratungsstellen für Familien mit Gewaltproblemen zu ersetzen. Er selbst habe in den 1970er Jahren noch die Initiative zur Gründung des Bremer Autonomen Frauenhauses als „riskanten Versuch von politischer Laienselbsthilfe“ unterstützt, habe aber damals nicht geahnt, dass Frauenhäuser zur „feindselig aufgeladenen Polarisierung der Gesellschaft in männliche Gewalttäter und weibliche Friedfertige“ beitragen würden. In einem Interview mit der Brigitte forderte er, „Familienhäuser“ einzurichten, die auch Männern offenstünden, und bezeichnete die Behauptung, dass mehrheitlich Männer häusliche Gewalt ausüben, als nicht beweisbar. Zur Gewalt gehöre, so Amendt, verbale Aggression ebenso wie tätliche Übergriffe.
Die These von der Symmetrie von Männer- und Frauengewalt im Zusammenhang mit Amendts Kritik an den Frauenhäusern rief Widerspruch von sozialwissenschaftlicher Seite hervor. Mit Verweis auf Forschungsergebnisse zu Gewaltqualitäten sieht Monika Schröttle in der These eine wissenschaftliche Halbwahrheit, deren Befürworter wie Gerhard Amendt über „oft populistische und aggressive Medienarbeit dezidiert antifeministische Impulse“ setzten. Rolf Pohl schrieb in der Zeitschrift Gruppenpsychotherapie und Gruppendynamik: „Amendts abenteuerliche Behauptungen sind zu großen Teilen pseudowissenschaftliche Konstrukte, die durch ihre selektiven Wahrnehmungsverzerrungen, ihre projektiven Realitätsumdeutungen, ihren manichäistischen Welterklärungscharakter und ihre verschwörungstheoretische Annahmen sowie durch den aggressiven antifemininen Abwehrgestus Züge eines paranoid eingefärbten Hirngespinstes tragen“. Ebenso konstatierte der Politologe Thomas Gesterkamp, Amendt verwende einen „fragwürdigen Gewaltbegriff“, der nicht zwischen kleineren Handgreiflichkeiten und schweren körperlichen Verletzungen, die meist Frauen erlitten, differenziere. Dem widersprach der Psychosomatiker Matthias Franz: Amendts empirische Sicht „auf das bislang zumeist verleugnete weibliche Gewaltpotenzial“ werde von Gesterkamp in seiner Expertise „Geschlechterkampf von rechts“ möglicherweise als so bedrohlicher Tabubruch empfunden, dass er „in einem loyalen Mutterschutzreflex die Beendigung der Debatte durch schrille Brandmarkungen“ versuche.
Terre des Femmes kritisierte, Frauenhäuser als einen Ort des „Männerhasses“ zu bezeichnen gehe an der Wirklichkeit vorbei. Sie seien vielmehr der Ort, der misshandelten Frauen in einer lebensbedrohlichen Situation Schutz und Sicherheit gewähren könne. Die Arbeitsgemeinschaft Männerarbeit der Evangelischen Kirche in Deutschland (EKD) warf Amendt vor, er kritisiere die Frauen, die in Frauenhäusern arbeiten, pauschal und ohne jede Wertschätzung und ignoriere die Frauenhäuser als Zufluchtsorte für geschlagene und in Not befindliche Frauen. Die Kritik an der theoretischen Grundlage einiger Frauenhausaktivistinnen, deren ideologischer Background keinesfalls einheitlich sei, dürfe nicht zu einer Verharmlosung der Erfahrung der Opfer führen. Die EKD-Männer forderten Amendt auch dazu auf, nicht mit unsachlichen und polemischen Äußerungen das wichtige Thema Männerarbeit zu verunglimpfen. Amendt antwortete seinerseits mit einem Offenen Brief an die EKD, in dem er den Autoren vorwarf, „durchgehend ein klassisches Männlichkeitsverständnis zum Ausdruck zu bringen, das beim geringsten Anzeichen weiblicher Unzufriedenheit Männer in die Haltung der Helfer drängt.“ Amendts Forderung nach „Familienhäusern“ wurde von der Erziehungswissenschaftlerin Hannelore Faulstich-Wieland zurückgewiesen. Es bedürfe sowohl der Schutzräume für Frauen als auch Unterstützungsmaßnahmen für Männer.

### Männerrechtsbewegung
Sozialwissenschaftler, welche die Männerrechtsbewegung untersucht haben, betrachten Amendt als eine der Schlüsselfiguren und als einen Hauptakteur dieser Bewegung. Sein Buch Scheidungsväter und sein Aufsatz in Die Welt von 2009 seien zentrale Referenzwerke der Antifeministen, die sich immer wieder auf seine wissenschaftliche Autorität beriefen. agens e. V. gilt als ein maßgeblicher Verein der antifeministischen Männerrechtsbewegung im deutschsprachigen Raum.
Ähnlich sieht die Sozialpädagogin Isolde Aigner Amendts Gastbeiträge in Die Welt als Teil eines antifeministischen und maskulinistischen Mediendiskurses, in dem beispielsweise das Lohngefälle zwischen Frauen und Männern auf die „Bescheidenheit der Frau“ zurückgeführt und Probleme von Männern dem Feminismus angelastet würden.
Der Soziologe Thomas Gesterkamp schrieb in seiner Arbeit „Geschlechterkampf von rechts“, Amendt habe sich in den 1970er und 1980er Jahren mit Analysen über Gynäkologie, Verhütungspolitik und Äußerungen zur Legalisierung der Abtreibung „einen guten Ruf in linken und links-liberalen Kreisen erworben.“ In jüngster Zeit irritiere er allerdings durch Vorschläge und Ansichten „die man eher in einem anderen politischen Spektrum verortet“, etwa durch seine Positionen zu häuslicher Gewalt und Frauenhäusern oder Kritik an der Jungenarbeit des Berliner Männerforschungsinstituts Dissens, die nach Gesterkamps Angaben traditionelle Geschlechterrollen in Frage stellen, aber zugleich die Persönlichkeit stärken wolle, wobei auch die Junge Freiheit Amendts Ansichten zustimmend zitiert habe.
Der Soziologe Walter Hollstein sah in Gesterkamps Arbeit jedoch eine unzutreffende Verortung Amendts und anderer, die Vorbehalte gegen den Feminismus geäußert hätten, als rechts. Deren Kritik sei aber weder ein „Sakrileg“ noch verfassungswidrig. Sie mit dem Etikett „rechts“ zu versehen, sei der „Aufruf zu einem Denkverbot“ und eine „gefährliche Verniedlichung des wirklichen Rechtsextremismus“.

## Mitgliedschaften
- Gerhard Amendt ist Mitglied im Netzwerk Wissenschaftsfreiheit.[28]

## Veröffentlichungen

### Schriften
- Black Power – Dokumente und Analysen. Suhrkamp, 1970. (als Herausgeber)
- Rassismus und Klassenkampf. Eine Analyse amerikanischer Minderheitenpolitik. Dissertation, Gießen 1972.
- Die Gynäkologen. Konkret, Hamburg 1982, ISBN 3-922144-23-3.
  - überarbeitete Neuausgabe als: Die bevormundete Frau oder die Macht der Frauenärzte. Fischer Taschenbuch, Frankfurt am Main 1985, ISBN 3-596-23769-6.
- Der Neue Klapperstorch. Die psychischen und sozialen Folgen der Reproduktionsmedizin. März, Herbstein 1986, ISBN 3-88880-066-8.
  - überarbeitete Neuausgabe: Ikaru, Bremen 1988, ISBN 3-927076-02-3.
- Die bestrafte Abtreibung. Argumente zum Tötungsvorwurf. Ikaru, Bremen 1988, ISBN 3-927076-01-5.
- zusammen mit Michael Schwarz: Das Leben unerwünschter Kinder. Universität Bremen 1990; Fischer Taschenbuch, Frankfurt am Main 1992, ISBN 3-596-11079-3.
- Wie Mütter ihre Söhne sehen. Ikaru, Bremen 1993, ISBN 3-927076-00-7; Fischer Taschenbuch, Frankfurt am Main 1994, ISBN 3-596-12481-6.
- Du oder Sie. 1945–1968 – 1995. Ikaru, Bremen 1995, ISBN 3-927076-04-X.
- Vatersehnsucht. Annäherung in elf Essays. IGG, Bremen 1999, ISBN 3-88722-452-3.
- Scheidungsväter. Wie Männer die Trennung von ihren Kindern erleben. IGG, Bremen 2004; Campus, Frankfurt am Main 2006, ISBN 3-593-38216-4.
- Frauenquoten – Quotenfrauen. Oder: Einem geschenkten Gaul … Manuscriptum, Waltrop 2011, ISBN 978-3-937801-73-5.
- Von Höllenhunden und Himmelswesen: Plädoyer für eine neue Geschlechter-Debatte. Ikaru, Frankfurt am Main 2013, ISBN 978-3-927076-67-9.

### Zeitungsartikel
- Was Doris Bures den Vätern zu Weihnachten bescherte. In: Der Standard. 3. Januar 2008, abgerufen am 29. Dezember 2011.
- Die Männer sind eben doch keine Schweine. In: Die Welt. 21. Januar 2008, abgerufen am 29. Dezember 2011.
- Frauenbewegung und Antisemitismus. (PDF, 1,2 MB) In: Das Jüdische Echo, Vol. 57. November 2008, S. 110–117, abgerufen am 29. Dezember 2011.
- Warum das Frauenhaus abgeschafft werden muss. In: Die Welt. 16. Juni 2009, abgerufen am 29. Dezember 2011.
- Verständigung über Pädophilie. In: Bulletin DIJG 2010 Nr. 19. Deutsches Institut für Jugend und Gesellschaft, 2010, S. 6-10, abgerufen am 29. Dezember 2011.
- Wider die perverse „Lust am Kind“. In: Die Welt. 6. April 2010, abgerufen am 29. Dezember 2011.
- Bescheidene Frauen. In: Welt am Sonntag. 18. Juli 2010, abgerufen am 29. Dezember 2011.
- Männer, bleibt stark! In: Die Welt. 6. Juni 2011, abgerufen am 29. Dezember 2011.